# Oporapa
Oporapa là một khu tự quản thuộc tỉnh Huila, Colombia. Thủ phủ của khu tự quản Oporapa đóng tại Oporapa Khu tự quản Oporapa có diện tích 150 ki lô mét vuông. Đến thời điểm ngày 28 tháng 5 năm 2005, khu tự quản Oporapa có dân số 7511 người.